# Формула полной вероятности
Формула полной вероятности позволяет вычислить вероятность интересующего события через условные вероятности этого события в предположении неких гипотез, а также вероятностей этих гипотез.

## Формулировка
Пусть дано вероятностное пространство {\displaystyle (\Omega ,{\mathcal {F}},\mathbb {P} )}, и полная группа попарно несовместных событий {\displaystyle \{B_{i}\}_{i=1}^{n}\subset {\mathcal {F}}}, таких что
1. {\displaystyle \forall i\;\mathbb {P} \;(B_{i})>0;}
2. {\displaystyle \forall {j\neq i}\;B_{i}\cap B_{j}=\varnothing ;}
3. {\displaystyle \bigcup _{i=1}^{n}B_{i}=\Omega .}

Пусть {\displaystyle A\in {\mathcal {F}}} — интересующее нас событие. Тогда получим:
{\displaystyle \mathbb {P} (A)=\sum \limits _{i=1}^{n}\mathbb {P} (A\mid B_{i})\mathbb {P} (B_{i})}.

## Замечание
Формула полной вероятности также имеет следующую интерпретацию. Пусть {\displaystyle N} — случайная величина, имеющая распределение
{\displaystyle \mathbb {P} (N=n)=\mathbb {P} (B_{n})}.
Тогда 
{\displaystyle \mathbb {P} (A)=\mathbb {E} \left[\mathbb {P} (A\mid N)\right]},
т.е. априорная вероятность события равна среднему его апостериорной вероятности.